# Peter Derleder
Peter Derleder (* 3. März 1940 in Stuttgart; † 4. Oktober 2018 in Bremen) war ein deutscher Jurist und Professor für Bürgerliches Recht, Zivilprozessrecht, Wirtschafts- und Arbeitsrecht an der Universität Bremen. Ab 2008 war er Rechtsanwalt in Bremen.

## Leben und Wirken

### Ausbildung und Beruf
Derleder studierte Rechtswissenschaften an den Universitäten Tübingen, Bonn und Hamburg. In Tübingen wurde 1959 Mitglied der Studentenverbindung AV Igel, schied dort jedoch bereits 1962 wieder aus. Nach dem Rechtsreferendariat in Schleswig-Holstein sowie der Promotion und Tätigkeit als wissenschaftlicher Assistent an der rechtswissenschaftlichen Fakultät der Universität Kiel wurde er 1974 an die neu gegründete Universität Bremen berufen.
Im zweiten Hauptamt war Derleder bis zu seiner Pensionierung 2005 als Richter am Hanseatischen Oberlandesgericht in Bremen tätig; seit 1995 war er zudem stellvertretender Vorsitzender des Landesjustizprüfungsamtes Bremen.

### Tätigkeitsschwerpunkte
Als Wissenschaftler widmete Derleder sich insbesondere zivilrechtlichen Fragen mit sozialem Einschlag, vor allem aus dem Verbraucherrecht, Mietrecht und Wohnungseigentumsrecht, Bankvertragsrecht und dem neuen Schuldrecht. Seine ungefähr 400 Publikationen beschäftigen sich aber auch mit Grundlagenfragen des Privatrechts. Er war stellvertretender Vorsitzender des Deutschen Mietgerichtstags und zuletzt Beiratsmitglied. Seit 2017 war er dessen Ehrenmitglied. Er war langjähriges Mitglied im Beirat Recht der Stiftung Warentest. Er war Redakteur bei der Zeitschrift Kritische Justiz und Mitbegründer und aktives Mitglied des LitQ in Bremen.

## Veröffentlichungen
- Mitwirkung: Alternativkommentar zum BGB,
- Mitherausgeber und Autor: Handbuch zum deutschen und europäischen Bankrecht.
- Mitherausgeber: Neue Zeitschrift für Miet- und Wohnungsrecht
- Mitherausgeber: Verbraucher und Recht (VuR), juristische Fachzeitschrift